# Alec Papadakis
Alec Papadakis (Atene, 27 gennaio 1948) è un ex calciatore greco naturalizzato canadese, di ruolo centrocampista.

## Biografia
Nato in Grecia, si trasferì in Canada, ottenendone anche la nazionalità. Anche il fratello Nick fu un calciatore professionista, suo compagno di squadra sia presso gli Hartwick Hawks che gli Atlanta Chiefs.

## Carriera

### Calciatore
Dopo aver giocato nel Winnipeg Internationals, si forma nella selezione calcistica dell'Hartwick College, venendo inserito nel famedio sportivo dell'istituto nel 1995, Papadakis inizia la carriera professionale nell'Atlanta Chiefs, con cui raggiunge le finali della North American Soccer League 1971, perdendole contro i texani del Dallas Tornado. Nelle finali del 1971, Papadakis giocò per gli Chiefs tutte e tre le sfide contro i texani del Dallas Tornado.
Rimase in forza agli Chiefs sino al 1973, anno in cui cambiò denominazione in Apollos.
Nella stagione 1974 passa ai Boston Minutemen, con cui, pur giocando un solo incontro, giunse a disputare le semifinali del torneo, perse contro i futuri campioni dei L.A. Aztecs.

### Dirigente
Lasciato il calcio giocato, diviene un importante dirigente sportivo, ricoprendo anche la carica di CEO della USL.